# Hans Voigt Steffensen
Hans Voigt Steffensen er en dansk dokumentarfilm fra 1987.

## Handling
Denne artikel mangler et handlingsreferat. Hjælp os med at skrive det.